# Thysanozoon nigropapillosum
Thysanozoon nigropapillosum es una especie de policládido de la familia Pseudocerotidae.  Algunos nombres comunes de la especie incluyen lombriz plana moteada, lombriz plana marina, lombriz plana de papilas amarillas y lombriz plana de puntos amarillos.

## Descripción
Thysanozoon nigropapillosum posee un cuerpo largo y forma ancha. Crece hasta 3 pulgadas (76,2 mm).  La superficie dorsal es de color negro profundo y está cubierta de numerosas papilas con punta amarilla que varían en tamaño. La superficie ventral es de color marrón oscuro. El margen exterior del cuerpo es ligeramente ondulado y bordeado de color blanco opaco. Tienen pseudotentáculos pequeños en forma de oreja en la mitad del extremo anterior. Nadan impulsándose a través del agua con un movimiento rítmico ondulante del cuerpo.

## Distribución
Esta especie se extiende en zonas tropicales del Indo-Pacífico.

## Biología
Thysanozoon nigropapillosum es bastante común a lo largo de arrecifes exteriores en zonas superficiales submareales. Pueda nadar por ondulación y contracción rítmica de los márgenes de su cuerpo. Se alimenta de tunicados, utilizando su boca y gran faringe para tragar especies de Didemnum, y luego regurgita gránulos de comida que contienen las espículas calcáreas presentes en sus túnicas. Son hermafroditas, con cada uno de un par de lombrices planas tratando de inseminar al otro. La transferencia de esperma puede ser por inseminación hipodérmica, pero esto se dificulta en esta especie por la presencia de papilas, ocurriendo a menudo impregnación dérmica. Esto implica que los espermatozoides ingresan al cuerpo directamente después de ser colocados en la región marginal de la piel. Dicha inseminación dérmica se ve facilitada por el hecho de que la especie tiene dos penes que se fortalecen con la presencia de rabdites, y estos pueden agarrarse al costado de la pareja y mantenerla sujeta, incluso mientras el receptor está nadando.